# TVC Amstelveen
TVC Amstelveen is de naam van twee combinatieteams (dames) van AMVJ en DELA Martinus (beide uit Amstelveen). Het eerste damesteam komt in het seizoen 2009/10 uit in de DELA League en het tweede damesteam in de B-League.

## Erelijst
| Competitie    | Vrouwen |
| ------------- | ------- |
| Landskampioen | 2010    |
| Bekerwinnaar  | 2010    |